# Ancien site du gouvernement de la révolution des trois districts
L'ancien site du gouvernement de la révolution des trois districts (chinois : 三区革命政府旧址 ; pinyin : sānqū gémìng zhèngfǔ jiùzhǐ) est un site historique de Yining, où était situé le gouvernement de la révolution des trois districts, qui a conduit à la création d'une deuxième république autonome au Xinjiang, situé en son Nord cette fois. La première était à l'Ouest, autour de Kashgar, à quelques centaines de kilomètres de celle-ci.